# (73360) 2002 KW2
(73360) 2002 KW2 – planetoida z pasa głównego asteroid okrążająca Słońce w ciągu 3,26 lat w średniej odległości 2,2 j.a. Odkryta 18 maja 2002 roku.